# Critiche all'analisi non standard
L'analisi non standard e il calcolo non standard, da essa derivato, sono stati criticati da diversi autori, in particolare Errett Bishop, Paul Halmos e Alain Connes. Di seguito sono analizzate tali critiche.

## Introduzione
La considerazione dell'analisi non standard in letteratura è stata notevolmente varia. Paul Halmos l'ha descritta come un particolare prodotto tecnico della logica matematica. Il vincitore della medaglia Fields Terence Tao ha riassunto il vantaggio dell'approccio iperreale notando che
(Terence Tao, Structure and randomness, American Mathematical Society (2008))
La natura delle critiche non è direttamente rivolta allo status logico dei risultati dimostrati mediante l'analisi non standard. In termini dei fondamenti convenzionali della matematica della logica classica, tali risultati sono del tutto accettabili. L'analisi non standard di Abraham Robinson non necessita di altri assiomi oltre alla teoria degli insiemi di Zermelo-Fraenkel (ZFC) (come esplicitamente mostrato da Wilhelmus Luxemburg nella costruzione degli iperreali per mezzo degli ultrafiltri), mentre la variante dovuta a Edward Nelson, nota come IST, è similmente una estensione conservativa di ZFC. Questa fornisce una garanzia che la novità dell'analisi non standard è tutta nella strategia dimostrativa, non nell'ampiezza dei risultati. Inoltre, l'approccio della teoria dei modelli all'analisi non standard, per esempio basato sulle superstrutture, oggi comunemente utilizzato, non richiede ulteriori assiomi di teoria degli insiemi al di là di ZFC.

Controversie sono nate su questioni di pedagogia della matematica. Inoltre l'analisi non-standard, così come è stata sviluppata, non è l'unico candidato per realizzare gli obiettivi di una teoria degli infinitesimi (si veda Smooth infinitesimal analysis). Philip J. Davis ha scritto, in una recensione del libro Left Back: A Century of Failed School Reforms (2002) di Diane Ravitch: 
L'utilizzo del calcolo non standard in aula è stato analizzato nello studio di K. Sullivan riguardante scuole nella zona di Chicago. Sullivan ha mostrato che gli studenti che avevano seguito un corso NSA erano in grado di interpretare meglio il senso del formalismo matematico del calcolo rispetto ad un gruppo di controllo che aveva seguito  un programma standard. Questo è stato anche notato da Artigue (1994), pagina 172; Chihara (2007); e Dauben (1988).